# 小行星11147
小行星11147（11147 Delmas）是一颗绕太阳运转的小行星，为主小行星带小行星。该小行星于1997年12月6日发现。

## 轨道参数
小行星11147的轨道半长轴为3.1220341 UA，离心率为0.141。